# Silvio Valenti Gonzaga
Silvio Valenti Gonzaga (Mantova, 1º marzo 1690 – Viterbo, 28 agosto 1756) è stato un cardinale, arcivescovo cattolico e collezionista d'arte italiano.

## Biografia
Nacque a Mantova nel palazzo di famiglia il 1º marzo 1690, figlio del marchese Carlo Valenti e di Barbara Andreasi. Molto colto (parlava greco, latino e francese), si addottorò in utroque iure presso l'Università di Ferrara il 27 settembre 1710.
Venne inviato a portare la berretta cardinalizia a Mihály Frigyes Althan a Vienna nel 1719, quindi per due anni in missione speciale per ottenere la restituzione della città di Comacchio allo Stato pontificio. Il 17 giugno 1724 venne nominato referendario del Supremo Tribunale della Segnatura Apostolica e di Grazia, quindi archimandrita commendatario del monastero di San Salvatore di Messina e Barone della Terra di Savoca nello stesso anno.
Ricevette il diaconato il 20 maggio 1731 e venne quindi ordinato prete il 3 giugno dello stesso anno: già il 18 giugno era nominato arcivescovo titolare di Nicea; nel 1732 fu nunzio apostolico nelle Fiandre, nel 1736 in Spagna.
Papa Clemente XII lo elevò al rango di cardinale nel concistoro del 19 dicembre 1738. Legato papale a Bologna, partecipò al conclave del 1740 che elesse papa Benedetto XIV: questi lo nominò il 20 agosto dello stesso anno cardinale segretario di stato, carica che mantenne fino alla morte: fu inoltre camerlengo di Santa Romana Chiesa dal 25 febbraio 1747 alla sua morte, prefetto della Sacra Congregazione de Propaganda Fide e della Sacra Consulta. Inizialmente consacrato con il titolo di Santa Prisca, optò per quello di San Callisto, quindi per l'ordine dei vescovi e la sede suburbicaria di Sabina (9 aprile 1753).

## Attività
Amante dell'arte e collezionista raffinato, fondò la Pinacoteca Capitolina: il cardinale riuscì infatti ad acquistare quello che sarà il nucleo originario dalla Pinacoteca: la collezione dei fratelli Marcello e Giulio Sacchetti e la collezione Pio di Savoia. Nel 1747 affidò ai pittori Giovanni Paolo Pannini e Giacomo Zoboli l'incarico di riordinare, catalogare (e successivamente redigere una perizia) relativamente alla collezione Sacchetti, primo nucleo della Pinacoteca Capitolina.
Silvio Valenti Gonzaga, inoltre, protesse il pittore francese Pierre Subleyras, che ne eseguì il ritratto; il cardinale è anche ritratto assieme al pontefice Benedetto XIV da Giovanni Paolo Pannini.
Fu lo zio del cardinale Luigi Valenti Gonzaga e prozio del cardinale Cesare Guerrieri Gonzaga. Pannini ha anche rappresentato la quadreria, nel dipinto Galleria del cardinale Silvio Valenti Gonzaga.
Morì il 28 agosto 1756, all'età di 66 anni, a Viterbo: venne temporaneamente sepolto nella cattedrale della città, quindi, il 31 agosto 1756, le sue spoglie vennero trasferite a Roma e sepolto nella chiesa dei francescani riformati di San Bonaventura sul colle Palatino, dove il cardinale aveva fatto costruire per sé una tomba.

## Genealogia episcopale e successione apostolica
La genealogia episcopale è:
- Cardinale Sigismund von Kollonitz
- Cardinale Mihály Frigyes von Althann
- Cardinale Juan Álvaro Cienfuegos Villazón, S.I.
- Cardinale Silvio Valenti Gonzaga

La successione apostolica è:
- Vescovo Juan Elías Gómez Terán (1738)
- Vescovo Giovanni Battista Baratta, C.O. (1748)

## Ascendenza
|                                                          |                                      |                                           | Genitori                                   |  |  | Nonni |  |  | Bisnonni                |  |  | Trisnonni                 |  |
|                                                          |                                      |                                           |                                            |  |  |       |  |  | Ottavio Valenti Gonzaga |  |  | Valentino Valenti Gonzaga |  |
|                                                          |                                      |                                           |                                            |  |  |       |  |  | Ottavio Valenti Gonzaga |  |  | Valentino Valenti Gonzaga |  |
|                                                          |                                      | Giulia Simoncelli                         |                                            |  |  |       |  |  | Ottavio Valenti Gonzaga |  |  |                           |  |
| Odoardo Valenti Gonzaga, I marchese di Montilio          |                                      |                                           |                                            |  |  |       |  |  | Ottavio Valenti Gonzaga |  |  |                           |  |
|                                                          |                                      | Elisabetta Gonzaga                        | Alessandro Gonzaga                         |  |  |       |  |  |                         |  |  |                           |  |
|                                                          |                                      | Elisabetta Gonzaga                        | Alessandro Gonzaga                         |  |  |       |  |  |                         |  |  |                           |  |
|                                                          |                                      | Elisabetta Gonzaga                        | Camilla Strozzi                            |  |  |       |  |  |                         |  |  |                           |  |
| Carlo Francesco Valenti Gonzaga, II marchese di Montilio |                                      | Elisabetta Gonzaga                        |                                            |  |  |       |  |  |                         |  |  |                           |  |
|                                                          |                                      | Scipione Castelbarco, VI barone di Gresta | Federico Castelbarco, III barone di Gresta |  |  |       |  |  |                         |  |  |                           |  |
|                                                          |                                      | Scipione Castelbarco, VI barone di Gresta | Federico Castelbarco, III barone di Gresta |  |  |       |  |  |                         |  |  |                           |  |
|                                                          |                                      | Scipione Castelbarco, VI barone di Gresta | Porzia Avogadro                            |  |  |       |  |  |                         |  |  |                           |  |
| Laura Castelbarco                                        |                                      | Scipione Castelbarco, VI barone di Gresta |                                            |  |  |       |  |  |                         |  |  |                           |  |
|                                                          |                                      | Laura Galvagni                            | …                                          |  |  |       |  |  |                         |  |  |                           |  |
|                                                          |                                      | Laura Galvagni                            | …                                          |  |  |       |  |  |                         |  |  |                           |  |
|                                                          |                                      | Laura Galvagni                            | …                                          |  |  |       |  |  |                         |  |  |                           |  |
| Silvio Valenti Gonzaga                                   |                                      | Laura Galvagni                            |                                            |  |  |       |  |  |                         |  |  |                           |  |
|                                                          | Vincenzo Andreasi, II conte di Roddi | Ascanio Andreasi, I conte di Roddi        |                                            |  |  |       |  |  |                         |  |  |                           |  |
|                                                          | Vincenzo Andreasi, II conte di Roddi | Ascanio Andreasi, I conte di Roddi        |                                            |  |  |       |  |  |                         |  |  |                           |  |
|                                                          | Vincenzo Andreasi, II conte di Roddi | Eleonora Pico, signora di Roddi           |                                            |  |  |       |  |  |                         |  |  |                           |  |
| Silvio Andreasi, I marchese di Rolo                      | Vincenzo Andreasi, II conte di Roddi |                                           |                                            |  |  |       |  |  |                         |  |  |                           |  |
|                                                          |                                      | Barbara Folengo                           | Alessandro Folengo                         |  |  |       |  |  |                         |  |  |                           |  |
|                                                          |                                      | Barbara Folengo                           | Alessandro Folengo                         |  |  |       |  |  |                         |  |  |                           |  |
|                                                          |                                      | Barbara Folengo                           | Dorotea di Giansani                        |  |  |       |  |  |                         |  |  |                           |  |
| Barbara Andreasi, II marchesa di Rolo                    |                                      | Barbara Folengo                           |                                            |  |  |       |  |  |                         |  |  |                           |  |
|                                                          |                                      | …                                         | …                                          |  |  |       |  |  |                         |  |  |                           |  |
|                                                          |                                      | …                                         | …                                          |  |  |       |  |  |                         |  |  |                           |  |
|                                                          |                                      | …                                         | …                                          |  |  |       |  |  |                         |  |  |                           |  |
| Camilla Emili                                            |                                      | …                                         |                                            |  |  |       |  |  |                         |  |  |                           |  |
|                                                          |                                      | …                                         | …                                          |  |  |       |  |  |                         |  |  |                           |  |
|                                                          |                                      | …                                         | …                                          |  |  |       |  |  |                         |  |  |                           |  |
|                                                          |                                      | …                                         | …                                          |  |  |       |  |  |                         |  |  |                           |  |
|                                                          |                                      | …                                         |                                            |  |  |       |  |  |                         |  |  |                           |  |

## Stemma
| Immagine | Blasonatura |
| -------- | --- |
| \| \|    | Cardinale Stemma della famiglia Valenti Gonzaga. Lo scudo, accollato a una croce astile patriarcale d'oro, posta in palo, è timbrato da un cappello con cordoni e nappe di rosso. Le nappe, in numero di trenta, sono disposte quindici per parte, in cinque ordini di 1, 2, 3, 4, 5 |
|          | |